# Männerpalaver
Männerpalaver ist ein offenes, zweistündiges Veranstaltungsformat, bei dem Männer sich über aktuelle Männerfragen austauschen. Es entstand in der alternativen, kritischen Männerbewegung in der Schweiz, in der Männer komplementär zur Frauenbewegung begannen, die Herausforderungen und Chancen der eigenen Befreiung aus patriarchalen Strukturen anzugehen.
Das Veranstaltungsformat wurde 1994 durch den Theologen Christoph Walser in Zürich ins Leben gerufen (damals Co-Leiter der Fachstelle Frauen & Männer / Erwachsenenbildung der Reformierten Kirche Zürich). Ziel war es, „relevante Themen auf eine einladende, unverkrampfte, aber trotzdem gehaltvolle Art“ anzusprechen. Heute überlegt Walser, ob im Sinne der Kooperations- und Gleichberechtigungsforderung neben dem geschlechtergetrennten Gesprächsforum ein gemeinsames Forum für Geschlechterfragen notwendig wäre.
Das Veranstaltungsformat hat sich im Laufe der Zeit in zahlreichen Städten in der Schweiz etabliert und verfügt dort über eine eigene Website. Über die kirchliche Männerarbeit hat sich das Format ebenfalls in Deutschland in zahlreichen Städten etabliert.